# Jadwiga Mozołowska (historyk)
Jadwiga Mozołowska, z domu Koehler (ur. 1894, zm. 12 maja 1970 w Gdańsku) – polska historyk, działaczka społeczna w II Rzeczypospolitej.

## Życiorys

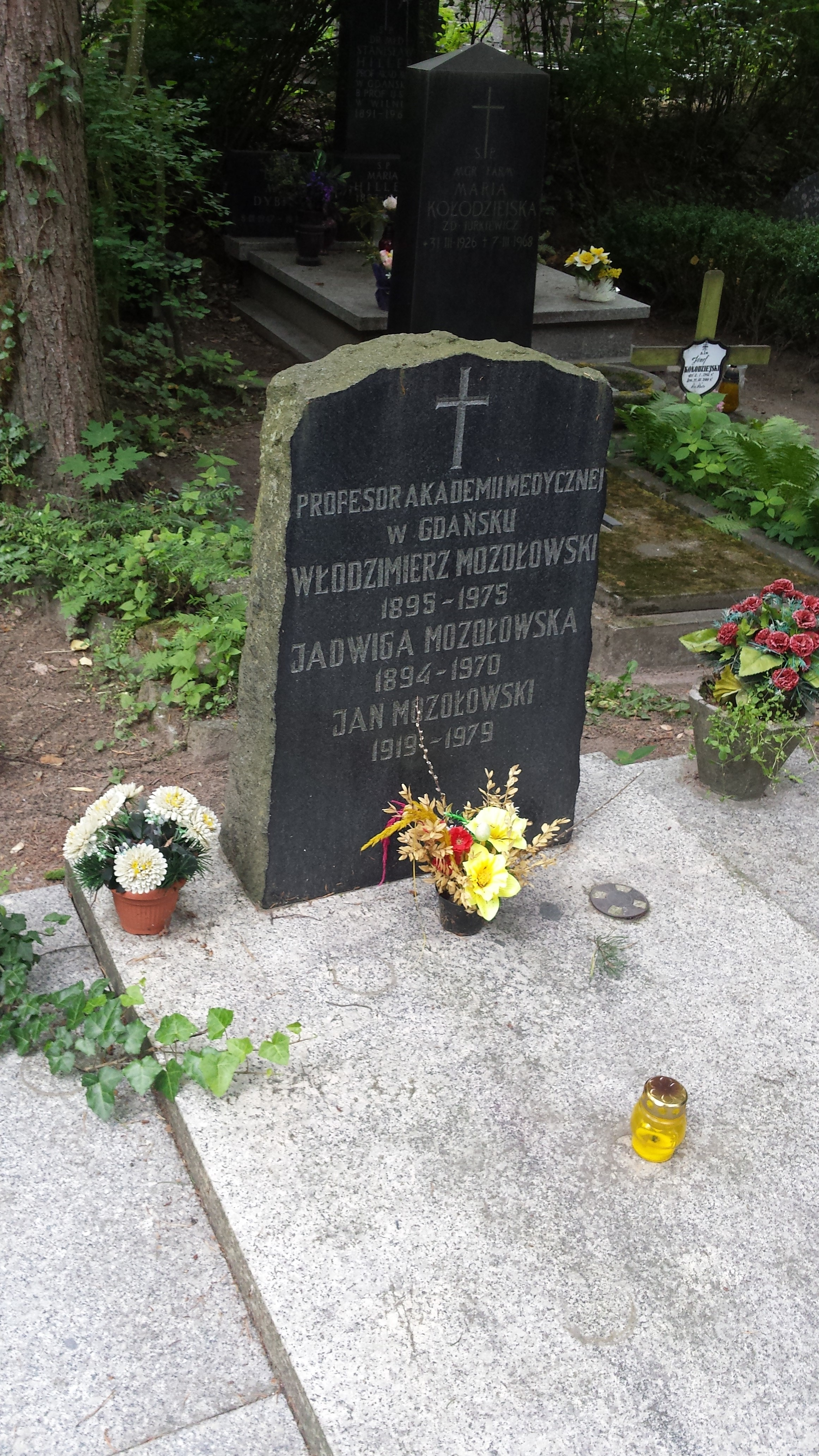
Grobowiec rodziny Mozołowskich w Gdańsku

Była córką księgarza Stanisław Koehlera (1858-1915), prowadzącego księgarnię-antykwariat przy ul. Batorego we Lwowie. Podczas studiów na Wydziale Humanistycznym Uniwersytetu Jana Kazimierza we Lwowie została uczennicą prof. Jana Ptaśnika, a pracę naukową pod jego kierunkiem pisała w tematyce historii drukarń i drukarstwa. W zakresie badań historycznych przez wiele lat zajmowała się życiorysem Mikołaja Radziwiłła (Czarnego). Brała udział w I Ogólnopolskim Zjeździe Księgarzy w Lublinie w 1918 (jej wspomnienie z tej okazji wydano w nr 25/1933 „Przeglądu Księgarskiego”). Uczestniczyła w VI Powszechnym Zjeździe Historyków Polskich w Wilnie (17-20 września 1935). Napisała także pracę pt. Z dziejów reformy stroju. Wspólnemi siłami (w: „Przegląd Krawiecki” 4/1929).
27 lutego 1919 została żoną oficera i naukowca Włodzimierza Mozołowskiego (1895-1975). Bliskie kontakty z urzędnikami Belwederu znalazły odzwierciedlenie w fakcie, że ojcem chrzestnym ich syna, Jana Józefa Zygmunta (ur. 9 grudnia 1919, późniejszy oficer, lotnik RAF, biorący udział w bitwie o Anglię 1940, zm. 22 listopada 1979), został Marszałek Józef Piłsudski, a podczas uroczystości chrztu św. 9 lipca 1920 w parafii Matki Boskiej Częstochowskiej uczestniczył także Bolesław Wieniawa-Długoszowski. Jej szwagierką była Jadwiga Mozołowska z domu Jaroszewicz (lekarz, żona Stefana Mozołowskiego, który był bratem Włodzimierza).
We Lwowie była działaczką Związku Pracy Obywatelskiej Kobiet we Lwowie. W ramach tej organizacji przewodniczyła referatowi kultury i piękna. Udzielała się w sekcji rozrywkowej lwowskiego Komitetu Obywatelskiego dla uczczenia Święta Narodowego 3 Maja. W połowie października 1931 została przewodniczącą sekcji imprez w ramach powołanego wówczas Miejskiego Komitetu Pomocy dla Bezrobotnych we Lwowie. Wygłaszała odczyty, o charakterze obywatelskim, historycznym, także w Radiu Lwów.
Zarządzeniem prezydenta RP Ignacego Mościckiego z 4 listopada 1933 została odznaczona Krzyżem Niepodległości za pracę w dziele odzyskania niepodległości. W 1934 została wybrana zastępcą radnego w Radzie Miasta Lwowa. Po tym jak 26 sierpnia 1935 jej mąż został profesorem zwyczajnym Uniwersytetu Stefana Batorego w Wilnie, zamieszkiwała w tym mieście. Została działaczką koła wileńskiego Stowarzyszenia „Rodzina Wojskowa”, a ponadto była też we władzach Zarządu Naczelnego tej organizacji. 31 października 1937 została powołana do Prezydium podczas IV Zjazdu Stowarzyszeń Strzelczyń 1912-1914 roku.
Zmarła 12 maja 1970 w Gdańsku. Została pochowana na Cmentarzu Srebrzysko w Gdańsku 16 maja 1970 (rejon IX, kwatera profesorów, rząd 5, grób 22/23).